# Pierre Desandrouin-Desnoëlles
Pour les articles homonymes, voir Desandrouin.
Pierre Desandrouin-Desnoëlles, aussi connu sous le nom de Jean-Pierre Desandrouin ou Pierre Desandrouin, né le 16 octobre 1686 à Charleroi[réf. nécessaire] (actuelle Belgique) et mort le 29 mai 1764 à Hardinghem, est un entrepreneur qui possède une verrerie à Fresnes-sur-Escaut, et qui a pris part avec son frère Jean-Jacques Desandrouin à la découverte de la houille à la fosse Jeanne Colard de Fresnes-sur-Escaut en 1720, à la fosse du Pavé d'Anzin en 1734, puis à la fosse des Trois Arbres à Vieux-Condé en 1751. Il est un des premiers entrepreneurs du charbon français

## Biographie
Pierre Desandrouin-Desnoëlles, le 16 octobre 1686 à Charleroi[réf. nécessaire], fils de Gédéon et Marie de Condé, est écuyer. Il a trois sœurs et un frère : Jean-Jacques Desandrouin. Pierre est établi dans le Hainaut français antérieurement à la formation de la Société Desaubois qui y a trouvé la houille à la fosse Jeanne Colard de Fresnes-sur-Escaut. Il possède une verrerie dans cette commune, c'est la première connue dans l'arrondissement de Valenciennes. Un arrêt du Conseil du 18 mars 1717, confirmé par un autre du 11 juillet 1724, lui accorde des privilèges et exemptions en qualité de maître de verrerie. Après avoir coopéré à la découverte de la houille à Fresnes-sur-Escaut, et à la fosse du Pavé à Anzin, Pierre Desandrouin se retire de la société. Il est plus tard momentanément associé à son frère Jacques pour les recherches à Vieux-Condé.
Pierre Desandrouin ne quitte toutefois les mines du Hainaut que pour s'occuper de celles du Boulonnais. François-Joseph Desandrouin, seigneur du Longbois, probablement aussi originaire de Lodelinsart, et parent des frères Desandrouin dont il est ici question, avait acquis, du duc d'Aumont, les mines de houille d'Hardinghem. Il est mort dans ce village qu'il habitait, le 7 mai 1731, à l'âge de 35 ans. Pierre vient lui succéder, fait prospérer ces mines, et meurt lui aussi à Hardinghem, le 29 mai 1764,. Il avait épousé à Fresnes-sur-Escaut, en 1732, Adrienne-Alexandrine de Carondelet de Noyelles, et n'a pas eu d'enfants. Il repose dans la chapelle de la Vierge qu'il avait fait construire et qui avait été achevée en 1752. Il lègue ses mines et ses autres propriétés d'Hardinghem à François-Joseph-Théodore Desandrouin, son neveu.